# Lizandro Chávez Alfaro
Lizandro Chávez Alfaro (Bluefields, Zelaya, 25 de octubre de 1929 - Managua, 9 de abril de 2006) fue un escritor, poeta y ensayista nicaragüense. Dentro del ámbito literario,  su obra es considerada como una de las principales de la narrativa contemporánea nicaragüense y centro americano . Con el libro de cuentos Los monos de San Telmo obtuvo el Premio Casa de las Américas, Cuba, en 1963. Este libro es una radiografía de la realidad nicaragüense de la primera mitad del siglo XX, de una forma irónica, y muestra a sus personajes en situaciones difíciles, como en el cuento Sudar como caballo, donde un escultor tiene el propósito de ablandar su obra maestra con plastilina, una realidad imperecedera porque la plastilina termina ablandándolo a él. Dicha obra fue premiada por “la excelente asimilación que el autor hizo de las más modernas técnicas del Boom latinoamericano”.
Lizandro fue multifacético y pluridisciplinario; cultivó la narrativa (novela y cuento), la poesía, el ensayo y la pintura. Su vida estuvo marcada por la pluralidad de domicilios, estando así por períodos alternos en Bluefields, Región Autónoma del Atlántico Sur, en el Caribe nicaragüense (lugar místico de su literatura, el cual consagraría en la novela histórica Trágame tierra), y durante un tiempo dividió su asentamiento entre México y Managua.
Durante los últimos años de su vida, una insuficiencia respiratoria sería la barrera que le impediría fluir bajo su constante escritura; ello fue la consumación de un cáncer avanzado que le imposibilitaba hacía meses salir de su casa de habitación. El 6 de abril de 2006, tras permanecer varios meses en estado convaleciente, muere a la 1.15 de la madrugada en un hospital de la capital de su país. En medio de su entierro, el escritor nicaragüense Jorge Eduardo Arellano, exdirector de la Academia Nicaragüense de la Lengua, dio dos pasos al frente y proclamó ante el féretro:

“Habló en nombre de los humillados étnicos del Caribe nicaragüense. Indagó sus raíces mesoamericanas y modeló, en forma maestra, su escritura. Era un orfebre de la palabra

## Vida y Obra
Lizandro Chávez Alfaro nació en Bluefields el 25 de octubre de 1929. Hizo sus estudios de secundaria en el instituto “Cristóbal Colón” de su ciudad natal, en donde se bachilleró. Aficionado desde muy joven a la literatura y la pintura, tuvo como mentor de estos afanes a Santos Cermeño. Su primera y única exposición pictórica la hizo en Managua, en la Casa-Museo de Lola Soriano.
Luego partió hacia México. En el Distrito Federal se dedicó a la publicidad y el periodismo. Estudió pintura en la Academia de San Carlos de la Universidad Nacional Autónoma de México. Ante el dilema de pintar y escribir, se decidió por este último, y prefirió la poesía como punto de partida: “Creo que la poesía", dijo, "es el camino correcto e indicado para iniciarse en la literatura porque es lo que requiere la mayor profundización en el idioma". De su estancia en la tierra de Moctezuma son sus dos libros de poemas que editó en ese país: Hay una selva en mi voz y Arquitectura inútil.
En México se dedicó a trabajos varios: editoriales, como corrector de estilo, en agencias publicitarias, como traductor del inglés, del francés y del italiano. Dejó la poesía para incursionar en la narración con resultado feliz. En una entrevista que le hizo Ximena Ramírez González, Chávez Alfaro explica su cambio a la narrativa:

Me inicio en la literatura en mis años de adolescencia y como otros tantos escritores comencé escribiendo poemas, publicando poemas. Luego hubo un momento en que fue mi sentir que la poesía me constreñía a problemas personales muy subjetivos y que la prosa narrativa era una manera de liberarme de toda esa problemática individual para explorar otros mundos que no fuera exclusivamente mi subjetividad. Eso fue lo que fundamentalmente me lanzó a la prosa narrativa. Mi primer experimento ya puesto en letras fue un libro de cuentos escrito en 1960 con el que tuve el honor de ganar el premio Casa de las Américas en 1963. Eso me orientó definitivamente a la prosa narrativa. Me abrió otros horizontes, ya que fue el primer libro publicado, mejor dicho traducido a otros idiomas y publicado en distintos países de Europa, principalmente. Todo eso significó un panorama diverso.

Así, Chávez Alfaro obtuvo en 1963 el Premio Casa de las Américas de La Habana, con su libro de cuentos Los monos de San Telmo. Y con su gran novela Trágame tierra (1969), resultó finalista del Premio Seix Barral, en Barcelona, España.
En 1976 fue nombrado director de la Editorial Universitaria Centroamericana (EDUCA) en San José, Costa Rica. Con el triunfo de la Revolución Popular Sandinista en 1979 regresa a Nicaragua. Y durante el gobierno de la década de los ochenta, ocupó el cargo de director de la "Biblioteca Nacional Rubén Darío". El joven que salió de Nicaragua anhelando graduarse de pintor regresaría a la patria como un escritor maduro. Posteriormente, pasó a trabajar en el departamento de publicaciones de la Universidad Nacional Autónoma de Nicaragua.

## Fallecimiento
En diciembre de 2005 fue nombrado miembro honorario de la Academia Nicaragüense de la Lengua, tardíamente. Chávez Alfaro falleció en Managua, el 9 de abril de 2006 a los 77 años de edad. En el año 2009, el escritor joven nicaragüense Ulises Juárez Polanco, en una edición conmemorativa del libro Los monos de San Telmo, escribió sobre Alfaro:

A Lizandro le gustaban las profundidades, los abismos, y disfrutaba iluminar el lado oscuro del alma donde se esconden el cielo e infierno del ser humano. Hoy, en tiempos de crisis y desesperanza, sus cuentos pueden iluminar el camino a seguir. La vigencia de su imaginación prueba que este gigante despierta nuevamente. Una imaginación siempre llena de realidad, comprensible en otro consejo que dejó a los jóvenes: “hay que leer mucha historia universal y mucha de Nicaragua. Y que perciban de una forma total esas realidades". Este año que celebramos los 80 años de su nacimiento, también es tiempo de leer, percibir y rescatar la maestría de Lizandro Chávez Alfaro

## Libros publicados
Poesía

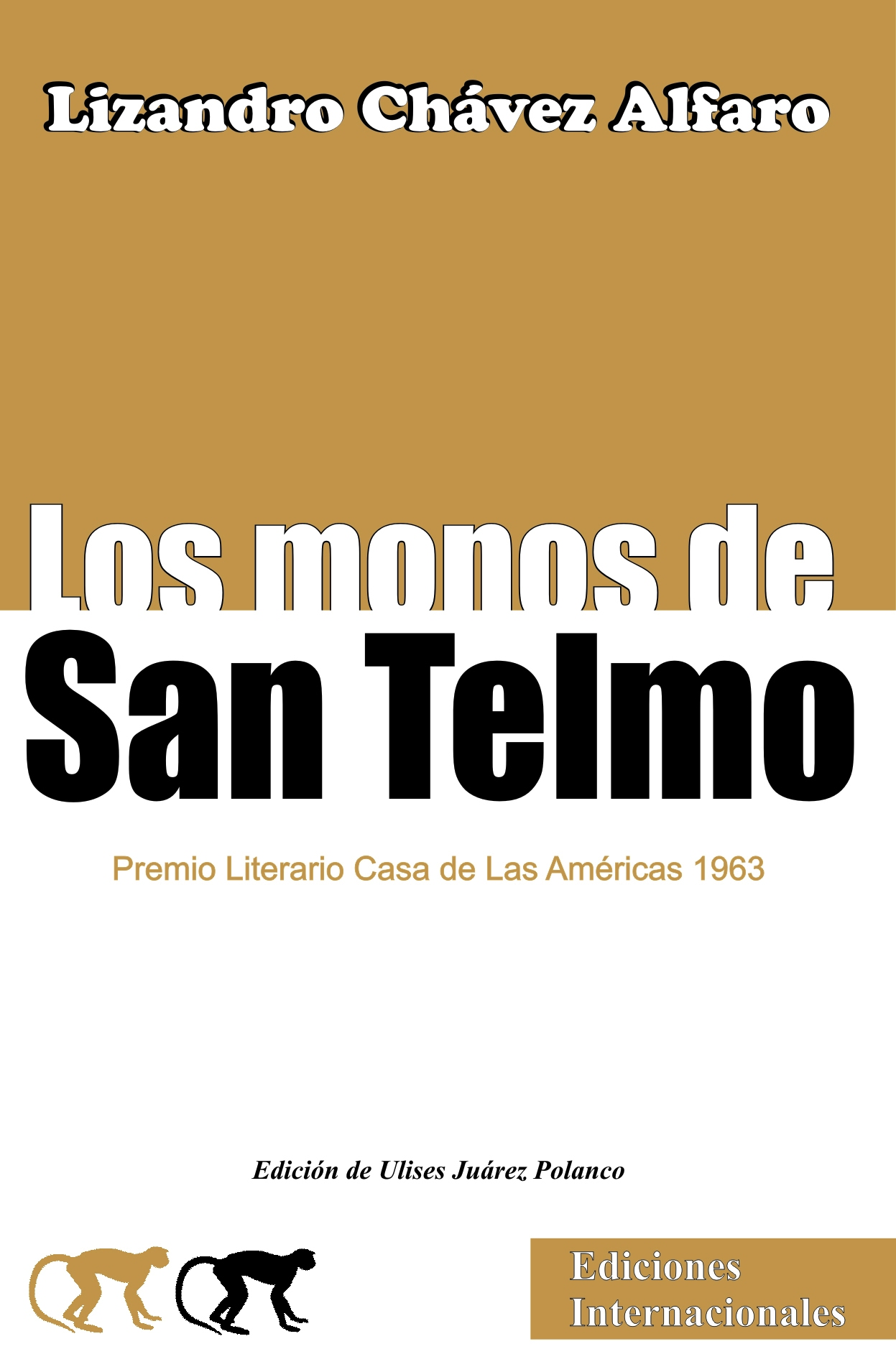
Edición conmemorativa del libro Los monos de San Telmo, por Ulises Juárez Polanco, Ediciones Internacionales

- Hay una selva en mi voz, México, 1950
- Arquitectura inútil, México, 1954

Libros de cuentos
- Los monos de San Telmo, La Habana, 1963
- Trece veces nunca, Costa Rica, 1977
- Vino de carne y hierro, Managua, 1993
- Contradanza de cuentos, (antología), Costa Rica, 1997
- Hechos y prodigios, Managua, 1998

Novela
- Trágame tierra, México, 1969
- Balsa de serpientes, México, 1976
- Columpio al aire, Managua, 1999

Ensayo
- Apología de Malinztin, Islas Canarias, 1994